# Communauté de communes du Cordais et du Causse
La communauté de communes du Cordais et du Causse est une communauté de communes française située dans le département du Tarn et la région Occitanie.

## Historique
Cette communauté de communes a été créée le 1er janvier 2013. Elle est issue de la fusion des communautés de communes du Pays cordais et du Causse nord-ouest du Tarn, auxquelles s'ajoutent les communes jusqu'alors isolées de Livers-Cazelles et de Saint-Martin-Laguépie. Devant initialement se nommer communauté de communes du Pays Cordais et du Causse Nord-Ouest du Tarn, elle prend finalement le nom de communauté de communes du Cordais et du Causse, 4C avant la prise d'effet de la fusion des deux EPCI.
Par arrêté du 8 juillet 2016, le préfet du Tarn a prononcé la fusion, à compter du 1er janvier 2017, de la communauté de communes Carmausin-Ségala et de la communauté de communes du Cordais et du Causse. L'arrêté a été suspendu par décision du 18 octobre 2016 du juge des référés du tribunal administratif de Toulouse, en attente de la décision de la juridiction d'appel,. Le pourvoi en cassation du ministre de l'intérieur a été rejeté par le Conseil d'État le 17 mars 2017.
Par délibération du 27 avril 2017, la commune de Loubers, membre de la communauté d’agglomération Rabastinois, Tarn-Dadou, Vère-Grésigne-Pays Salvagnacois, a demandé son rattachement à la communauté de communes du Cordais et du Causse, 4C.
Par délibération du 14 avril 2017, la commune d'Itzac, membre de la communauté d’agglomération Rabastinois, Tarn-Dadou, Vère-Grésigne-Pays Salvagnacois, a demandé son rattachement à la communauté de communes du Cordais et du Causse, 4C.
Par délibération du 10 avril 2017, la commune de Laparrouquial, membre de la communauté de communes Carmausin-Ségala, 3CS, a demandé son rattachement à la communauté de communes du Cordais et du Causse, 4C.
Après validation par le conseil communautaire de la 4C, la nouvelle communauté de communes sera composée de 21 communes, atteignant ainsi le seuil règlementaire, minimum de 5 000 habitants, arrêté par l'état pour la création des nouveaux EPCI.
Par son jugement en date du 3 avril 2018, le tribunal administratif de Toulouse a rejeté la requête de la 4C dirigée contre l'arrêté préfectoral de fusion avec la communauté de communes Carmausin - Ségala.
Le 1er janvier 2022, le périmètre de la communauté de communes s'élargit aux communes de Loubers, Noailles et Salles. Elle compte alors 22 communes.
Le 1er janvier 2023, le périmètre de la communauté de communes s'élargit également aux communes d'Amarens, Donnazac et Frausseilles. Elle compte alors 25 communes.

## Territoire communautaire

### Composition
La communauté de communes est composée des 25 communes suivantes :

| Nom                   | Code Insee | Gentilé                | Superficie (km2) | Population (dernière pop. légale) | Densité (hab./km2) |
| --------------------- | ---------- | ---------------------- | ---------------- | --------------------------------- | ------------------ |
| Les Cabannes (siège)  | 81045      | Cabannais              | 6,16             | 366 (2022)                        | 59                 |
| Amarens               | 81009      | Amarensois             | 4,88             | 64 (2022)                         | 13                 |
| Bournazel             | 81035      | Bournazelois           | 7,41             | 237 (2022)                        | 32                 |
| Cordes-sur-Ciel       | 81069      | Cordais                | 8,27             | 847 (2022)                        | 102                |
| Donnazac              | 81080      | Donnazacois            | 4,74             | 59 (2022)                         | 12                 |
| Frausseilles          | 81095      | Frausseillais          | 5,87             | 79 (2022)                         | 13                 |
| Labarthe-Bleys        | 81111      | Labarthais             | 9,06             | 73 (2022)                         | 8,1                |
| Lacapelle-Ségalar     | 81123      | Capélois               | 6,83             | 90 (2022)                         | 13                 |
| Laparrouquial         | 81135      | Parrouquialois         | 8,43             | 93 (2022)                         | 11                 |
| Livers-Cazelles       | 81146      | Liversois et Cazellois | 13,05            | 239 (2022)                        | 18                 |
| Loubers               | 81148      | Loubersois             | 4,23             | 94 (2022)                         | 22                 |
| Marnaves              | 81154      | Marnavois              | 10,29            | 82 (2022)                         | 8                  |
| Milhars               | 81165      | Milharsois             | 16,28            | 231 (2022)                        | 14                 |
| Mouzieys-Panens       | 81191      | Mouziensois            | 13,13            | 249 (2022)                        | 19                 |
| Noailles              | 81197      | Noaillais              | 11,59            | 207 (2022)                        | 18                 |
| Penne                 | 81206      | Pennols                | 64,04            | 597 (2022)                        | 9,3                |
| Le Riols              | 81224      | Riolais                | 5,01             | 99 (2022)                         | 20                 |
| Roussayrolles         | 81234      | Roussayrollais         | 5,38             | 85 (2022)                         | 16                 |
| Saint-Marcel-Campes   | 81262      |                        | 22,34            | 230 (2022)                        | 10                 |
| Saint-Martin-Laguépie | 81263      |                        | 21,51            | 396 (2022)                        | 18                 |
| Saint-Michel-de-Vax   | 81265      | Saint-Michelois        | 5,9              | 80 (2022)                         | 14                 |
| Salles                | 81275      | Sallois                | 8,19             | 196 (2022)                        | 24                 |
| Souel                 | 81290      | Soueliens              | 9,7              | 172 (2022)                        | 18                 |
| Vaour                 | 81309      | Vaourais               | 14,12            | 361 (2022)                        | 26                 |
| Vindrac-Alayrac       | 81320      | Vindracois             | 9,82             | 155 (2022)                        | 16                 |

### Démographie
| 1968  | 1975  | 1982  | 1990  | 1999  | 2009  | 2014  | 2020  |
| ----- | ----- | ----- | ----- | ----- | ----- | ----- | ----- |
| 6 106 | 5 578 | 5 394 | 5 176 | 5 159 | 5 496 | 5 451 | 5 236 |

## Administration

### Siège
Le siège de la communauté de communes est situé aux Cabannes.

### Les élus
Le conseil communautaire de la communauté de communes se compose de 40 conseillers,, représentant chacune des communes membres et élus pour une durée de six ans, répartis comme suit :
| Nombre de conseillers | Communes |
| --------------------- | --- |
| 5                     | Cordes-sur-Ciel |
| 3                     | Penne |
| 2                     | Bournazel, Les Cabannes, Livers-Cazelles, Milhars, Mouzieys-Panens, Noailles, Saint-Marcel-Campes, Saint-Martin-Laguépie, Vaour |
| 1 (+1 suppléant)      | les 14 autres communes |

### Présidence
| Période                                  | Période  | Identité        | Étiquette | Qualité                                |
| ---------------------------------------- | -------- | --------------- | --------- | -------------------------------------- |
| 2013                                     | 2020     | Paul Quilès     | PS        | Maire de Cordes-sur-Ciel (1995 → 2020) |
| 2020                                     | En cours | Bernard Andrieu |           | Maire de Cordes-sur-Ciel (2020 → )     |
| Les données manquantes sont à compléter. |          |                 |           |                                        |

### Régime fiscal et budget
Le régime fiscal de la communauté d'agglomération est la fiscalité professionnelle unique (FPU).